# Ajania oresbia
Ajania oresbia là một loài thực vật có hoa trong họ Cúc. Loài này được (W.W.Sm.) Muldashev mô tả khoa học đầu tiên năm 1983.